# 1024
Il 1024 (MXXIV in numeri romani) è un anno bisestile dell'XI secolo.

## Eventi

### Gennaio
- 17 gennaio: nel Califfato di Cordoba ha luogo un colpo di Stato, in cui Muhammad III ibn Abd al-Rahman assume il potere dopo aver ordinato l’assassinio del predecessore Abd al-Rahman V ibn Hisham

### Febbraio
- 17 febbraio: secondo quanto riportato nel cartulario dell’Abbazia di Bèze, nella regione francese della Borgogna, i fratelli Girard e Lambert si pentono del loro sequestro del villaggio di Viévigne e lo restituiscono all’Abbazia "per il bene delle loro anime”[1].

### Marzo
- 9 marzo: a Bamberga l'imperatore del Sacro Romano Impero emana un editto per porre termine a una disputa in corso tra Fulda e Hersfeld[2]
- 23 marzo: dopo la morte del califfo fatimide al-Hakim, in Egitto termina la politica di tolleranza religiosa: il cristiano Abu Zakariyya, convertitosi dall’islam, viene arrestato con l’accusa di apostasia per poi essere giustiziato il successivo 14 ottobre[3]
- Data incerta: Massud ibn Tahir al-Wazzan, visir del califfato fatimide d'Egitto dal 1019, viene licenziato dal nuovo califfo Al-Zahir li-iʿzaz al-Din Allahe sostituito da al-Rudhbari[4]

### Aprile
- 9 aprile: muore improvvisamente, poco più che quarantenne, papa Benedetto VIII (al secolo Teofilatto II dei Conti di Tuscolo)
- 19 aprile: Romano dei Conti di Tuscolo, fratello di Benedetto VIII, viene eletto Papa salendo al soglio pontificio con il nome di Giovanni XIX

### Maggio
- 4 maggio: l'ambasciatore del Khorasan in Egitto è ricevuto al Cairo dal califfo al-Zahir.
- 13 maggio: Fujiwara no Takako, figlia dell’influente politico giapponese Fujiwara no Michinaga e sorella dell’Imperatrice Shōshi, si sposa con Minamoto no Morofusa.

### Giugno
- Data incerta: i beduini guidati da Abd Alla Ibn Idris al-Ja'fari attaccano le città di Ayla e al-'Arish nella Palestina meridionale dopo che i Fatimidi d'Egitto si rifiutano di ripristinare al-Ja'fari come governatore del Wadi al-Qura[5]

### Luglio
- 13 luglio: Enrico II il Santo, imperatore del Sacro Romano Impero, muore nel proprio palazzo reale a Gottinga. Non avendo lasciato eredi e non nominando alcun successore, ha termine la dinastia Ottoniana
- 17 luglio: in Giappone inizia l’era Manju (万寿)
- 27 luglio: Thu'ban ibn Muhammad è nominato governatore fatimide di Aleppo

### Agosto
- 23 agosto: Mentre l'imperatore Go-Ichijō partecipa a uno scontro di sumo nella sala Shishinden situata nei pressi del tempio Ichijo-in, scoppia una violenta lite tra il giudice Fujiwara Keisuke e Minamoto no Shigeto, capo del Kurando Shikibu[6]
- 27 agosto: viene inaugurato al Cairo un nuovo canale con una fastosa cerimonia in presenza del califfo al-Zahir[7]
- 29 agosto: a causa di una pesante carestia, Yaqub ibn al-Dawwas emana un editto che vieta la macellazione del bestiame, pena la confisca delle proprietà o eventualmente la morte[7]
- Data incerta:
  - Il governatore fatimide della Palestina Anushtakin al-Dizbari affronta i beduini Jarrahidi, inviando delle truppe per riscuotere le tasse nell'iqtaʿ (feudo) di Bayt Jibrin, guidato da Hassan ibn Mufarrij. Con l’uccisione degli esattori da parte dei Jarrahidi, Anushtakin si vendica imprigionando due consiglieri di Hassan ad Ascalona ottenendo successivamente il permesso da parte del califfo az-Zahir di attaccate il feudo mentre Hassan ibn Muffarrij era debilitato a causa di una malattia[8]
  - I Jarrahidi, guidati da Hassan ibn Mufarraj, invadono la Palestina attaccando la città di Tiberiade saccheggiandola e uccidendo numerosi civili[9]

### Settembre
- 1º settembre: Basilio Boioannes, generale bizantino a capo del Catepanato d'Italia, salpa con il proprio esercito da Bari per invadere la Croazia, retta da Cressimiro III. Successivamente, la regina consorte sarà presa in ostaggio dai bizantini e condotta dapprima a Bari e poi a Costantinopoli
- 4 settembre: Corrado II il Salico viene eletto Re dei Franchi Orientali ricevendo più voti rispetto al cugino Corrado II di Carinzia “il Giovane”
- 8 settembre: l’imperatore Corrado II viene incoronato nella Cattedrale di Magonza e, congiuntamente al cugino Corrado II di Carinzia, viene nominato duca di Franconia
- 11 settembre: a causa del protrarsi della carestia in Egitto, Yakub ibn-al Dawwas viene rimosso dal ruolo di amministratore delle risorse alimentari per essere sostituito da Baqiyy.
- 13 settembre: aggravandosi la carestia in Egitto, dopo solo due giorni dall’inizio del proprio mandato Baqiyy viene licenziato e Yakub ibn-al Dawwas assume nuovamente il precedente incarico[10]
- 21 settembre: a Colonia viene incoronata Gisella di Svevia come imperatrice consorte, intraprendendo con il marito Corrado II un viaggio attraverso il proprio regno
- Data incerta:
  - In India, il sultano Mahmud di Ghazni inizia la propria dodicesima e ultima spedizione di saccheggio, partendo con oltre 30.000 soldati verso le città Multan, Ajmer e Anhilvada arrivando poi a Somnath il 30 gennaio[11]
  - Anushtakin al-Dizbari di Palestina guida una spedizione sulle montagne attorno Nablus con l’obiettivo di arrestare il capo beduino Hassan ibn Mufarrij. Tuttavia quest'ultimo, disponendo di oltre 3.000 cavalieri, respinge Anushtakin che si ritira nei pressi di Ramallah, capitale della Palestina. Per rappresaglia, Hassan accompagnato dalle proprie truppe giunge nella città, appiccando un grave incendio che la raderà al suolo[12].

### Ottobre
- Data incerta:
  - L’esercito di Salih ibn-Mirdas, guidato dal generale ibn-Tawq, avanza verso Aleppo scontrandosi con i governatori fatimidi Thu'ban e Mawsuf. Successivamente, Salih e i beduini si accampano nei pressi della Porta dei Giardini (Bab al-Jinan) di Aleppo inoltrando una richiesta di resa al giudice islamico della città Ibn Abi Usama, prontamente rifiutata[13][14]
  - I Banu Kalb, guidati da Sinan ibn Ulayyan, iniziano l’assedio di Damasco
  - I Tayy prendono Ramallah

### Novembre
- 22 novembre: Salih ibn-Mirda assieme all’esercito beduino iniziano l’assedio della città di Aleppo. Dopo numerose vittime in entrambi gli schieramenti e vaste devastazioni, Aleppo cadrà il 18 gennaio seguente[15].
- Data incerta: dopo 20 giorni, l’emiro Mansur I riesce ad espugnare la città di Derbent dal controllo dell’emiro Yazid ibn-Ahmad grazie all’aiuto dello stato cristiano del Sarir[16]

### Dicembre
- 17 dicembre: Papa Giovanni XIX consacra l’abbazia di Santa Maria di Grottaferrata[17]
- 29 dicembre: il califfo fatimide celebra l’ʻĪd al-fiṭr con una elaborata e fastosa cerimonia pubblica nella Moschea Anwar, come riportato da Amir al-Musabbihi[18]
- Data incerta: muore il sultano al-Dawla, emiro di Fars; gli succede Abu Kalijar[19]

## Nati
- 13 maggio - Ugo di Cluny, abate e santo francese († 1109)
- Al-Kunduri, funzionario persiano († 1064)
- Bruno II di Frisia, nobile tedesco († 1057)
- Magnus I di Norvegia, re († 1047)
- Izjaslav I di Kiev († 1078)

## Morti
- 17 gennaio - Abd al-Rahman V ibn Hisham, califfo (n. 1001)
- 9 aprile - Papa Benedetto VIII, papa, cardinale e vescovo italiano
- 13 luglio - Enrico II il Santo, re e santo tedesco (n. 973)
- 15 luglio - Bezelino di Villingen, nobile tedesco
- Hanoch ben Moses, rabbino e teologo arabo (n. 950)
- Alberto di Metz, monaco cristiano e storico tedesco

## Calendario
| Calendario 1024 | Calendario 1024 | Calendario 1024 | Calendario 1024 | Calendario 1024 | Calendario 1024 | Calendario 1024 | Calendario 1024 | Calendario 1024 | Calendario 1024 | Calendario 1024 | Calendario 1024 | Calendario 1024 | Calendario 1024 | Calendario 1024 | Calendario 1024 | Calendario 1024 | Calendario 1024 | Calendario 1024 | Calendario 1024 | Calendario 1024 | Calendario 1024 | Calendario 1024 | Calendario 1024 | Calendario 1024 | Calendario 1024 | Calendario 1024 | Calendario 1024 | Calendario 1024 | Calendario 1024 | Calendario 1024 | Calendario 1024 | Calendario 1024 |
| --------------- | --------------- | --------------- | --------------- | --------------- | --------------- | --------------- | --------------- | --------------- | --------------- | --------------- | --------------- | --------------- | --------------- | --------------- | --------------- | --------------- | --------------- | --------------- | --------------- | --------------- | --------------- | --------------- | --------------- | --------------- | --------------- | --------------- | --------------- | --------------- | --------------- | --------------- | --------------- | --------------- |
|                 | 1               | 2               | 3               | 4               | 5               | 6               | 7               | 8               | 9               | 10              | 11              | 12              | 13              | 14              | 15              | 16              | 17              | 18              | 19              | 20              | 21              | 22              | 23              | 24              | 25              | 26              | 27              | 28              | 29              | 30              | 31              |                 |
| Gennaio         | Me              | Gi              | Ve              | Sa              | Do              | Lu              | Ma              | Me              | Gi              | Ve              | Sa              | Do              | Lu              | Ma              | Me              | Gi              | Ve              | Sa              | Do              | Lu              | Ma              | Me              | Gi              | Ve              | Sa              | Do              | Lu              | Ma              | Me              | Gi              | Ve              |                 |
| Febbraio        | Sa              | Do              | Lu              | Ma              | Me              | Gi              | Ve              | Sa              | Do              | Lu              | Ma              | Me              | Gi              | Ve              | Sa              | Do              | Lu              | Ma              | Me              | Gi              | Ve              | Sa              | Do              | Lu              | Ma              | Me              | Gi              | Ve              | Sa              |                 |                 |                 |
| Marzo           | Do              | Lu              | Ma              | Me              | Gi              | Ve              | Sa              | Do              | Lu              | Ma              | Me              | Gi              | Ve              | Sa              | Do              | Lu              | Ma              | Me              | Gi              | Ve              | Sa              | Do              | Lu              | Ma              | Me              | Gi              | Ve              | Sa              | Do              | Lu              | Ma              |                 |
| Aprile          | Me              | Gi              | Ve              | Sa              | Do              | Lu              | Ma              | Me              | Gi              | Ve              | Sa              | Do              | Lu              | Ma              | Me              | Gi              | Ve              | Sa              | Do              | Lu              | Ma              | Me              | Gi              | Ve              | Sa              | Do              | Lu              | Ma              | Me              | Gi              |                 |                 |
| Maggio          | Ve              | Sa              | Do              | Lu              | Ma              | Me              | Gi              | Ve              | Sa              | Do              | Lu              | Ma              | Me              | Gi              | Ve              | Sa              | Do              | Lu              | Ma              | Me              | Gi              | Ve              | Sa              | Do              | Lu              | Ma              | Me              | Gi              | Ve              | Sa              | Do              |                 |
| Giugno          | Lu              | Ma              | Me              | Gi              | Ve              | Sa              | Do              | Lu              | Ma              | Me              | Gi              | Ve              | Sa              | Do              | Lu              | Ma              | Me              | Gi              | Ve              | Sa              | Do              | Lu              | Ma              | Me              | Gi              | Ve              | Sa              | Do              | Lu              | Ma              |                 |                 |
| Luglio          | Me              | Gi              | Ve              | Sa              | Do              | Lu              | Ma              | Me              | Gi              | Ve              | Sa              | Do              | Lu              | Ma              | Me              | Gi              | Ve              | Sa              | Do              | Lu              | Ma              | Me              | Gi              | Ve              | Sa              | Do              | Lu              | Ma              | Me              | Gi              | Ve              |                 |
| Agosto          | Sa              | Do              | Lu              | Ma              | Me              | Gi              | Ve              | Sa              | Do              | Lu              | Ma              | Me              | Gi              | Ve              | Sa              | Do              | Lu              | Ma              | Me              | Gi              | Ve              | Sa              | Do              | Lu              | Ma              | Me              | Gi              | Ve              | Sa              | Do              | Lu              |                 |
| Settembre       | Ma              | Me              | Gi              | Ve              | Sa              | Do              | Lu              | Ma              | Me              | Gi              | Ve              | Sa              | Do              | Lu              | Ma              | Me              | Gi              | Ve              | Sa              | Do              | Lu              | Ma              | Me              | Gi              | Ve              | Sa              | Do              | Lu              | Ma              | Me              |                 |                 |
| Ottobre         | Gi              | Ve              | Sa              | Do              | Lu              | Ma              | Me              | Gi              | Ve              | Sa              | Do              | Lu              | Ma              | Me              | Gi              | Ve              | Sa              | Do              | Lu              | Ma              | Me              | Gi              | Ve              | Sa              | Do              | Lu              | Ma              | Me              | Gi              | Ve              | Sa              |                 |
| Novembre        | Do              | Lu              | Ma              | Me              | Gi              | Ve              | Sa              | Do              | Lu              | Ma              | Me              | Gi              | Ve              | Sa              | Do              | Lu              | Ma              | Me              | Gi              | Ve              | Sa              | Do              | Lu              | Ma              | Me              | Gi              | Ve              | Sa              | Do              | Lu              |                 |                 |
| Dicembre        | Ma              | Me              | Gi              | Ve              | Sa              | Do              | Lu              | Ma              | Me              | Gi              | Ve              | Sa              | Do              | Lu              | Ma              | Me              | Gi              | Ve              | Sa              | Do              | Lu              | Ma              | Me              | Gi              | Ve              | Sa              | Do              | Lu              | Ma              | Me              | Gi              |                 |